# Менерт, Джордж
Джордж Николас Менерт (англ. George Nicholas Mehnert; 3 ноября 1881, Ньюарк, Нью-Джерси — 8 июля 1948) — американский борец, чемпион летних Олимпийских игр 1904 и 1908. Первый в истории двукратный олимпийский чемпион по вольной борьбе.
На Играх 1904 в Сент-Луисе Менерт соревновался только в категории до 52,2 кг. Он выиграл у Густава Бауэра в финале, выиграв золотую медаль.
На Играх 1908 в Лондоне Менерт уже соревновался в другой категории — до 54,0 кг. Выиграв в финале у британца Уильяма Пресса, он выиграл ещё одну золотую медаль.